# Linkiszki
Linkiszki (lit. Linkiškės) – wieś na Litwie, w okręgu wileńskim, w rejonie święciańskim, w gminie Kołtyniany.

## Historia
W czasach zaborów zaścianek w gminie Łyngmiany, w powiecie święciańskim, w guberni wileńskiej Imperium Rosyjskiego. W 1866 roku miał 16 mieszkańców w 1 domu. W 1905 roku liczył 9 mieszkańców, 47 dziesięcin.
W dwudziestoleciu międzywojennym zaścianek leżał w Polsce, w województwie wileńskim, w powiecie święciańskim, w gminie Kołtyniany.
W 1931 w 2 domach zamieszkiwało 28 osób.
Od 1945 roku w Litewskiej Socjalistycznej Republice Radzieckiej..
Od 1990 na niepodległej Litwie.